# Хомич Микола Васильович
Микола Васильович Хомич (нар. 2 січня 1959, село Золоте, тепер Дубровицького району Рівненської області) — український діяч, юрисконсульт Дубровицького районного відділення Агропромбанку Рівненської області, завідувач секретаріату Комітету з питань боротьби з організованою злочинністю та корупцією Верховної Ради України. Народний депутат України 2-го скликання.

## Біографія
У 1984 році закінчив юридичний факультет Київського державного університету імені Шевченка, юрист.
У 1984—1989 роках — юрисконсульт Дубровицького району Рівненської області.
У 1989 — серпні 1993 році — помічник прокурора Дубровицького району Рівненської області.
У 1993—1994 роках — юрисконсульт Дубровицького районного відділення Агропромбанку Рівненської області.
Народний депутат України 2-го демократичного скликання з .04.1994 (2-й тур) до .04.1998, Дубровицький виборчий округ № 338, Рівненська область. Член Комітету з питань боротьби з організованою злочинністю та корупцією.
З лютого 2000 року — завідувач секретаріату Комітету з питань боротьби з організованою злочинністю та корупцією Верховної Ради України.
Член Партії захисників Вітчизни (ПЗВ).

## Нагороди та відзнаки
- державний службовець 3-го рангу (.10.2000)[1]